# Листоед Плигинского
Листоед Плигинского (Chrysolina pliginskii) — вид жуков из семейства листоедов (Chrysomelidae). Видовое название дано в честь русского и советского энтомолога Владимира Григорьевича Плигинского — исследователя насекомых Крыма и специалиста по систематике жуков.

## Описание
Небольшой жук с длиной тела — 5—10 мм. Отличается от других видов рода Chrysolina размерами, а также красно-бурой окраской.

## Биология
Жуки встречаются в мае — июне. Кормовым растением является железница сирийская (Sideritis syriaca). Отмечено дополнительное питание жуков на цветках зонтичных и сложноцветных растений.

## Ареал
Эндемик Крыма. Встречается преимущественно на яйлах: Айпетринская, Бабуган, Чатырдаг, Караби. Также вид отмечен в некоторых других точках горно-лесной зоны Крыма.

## Охрана
Внесён в Красную книгу Крыма. Охраняется в Крымском и Ялтинском горно-лесном природном заповеднике.